# تورزنیکا، استان وارمیان مازوریان
تورزنیکا، استان وارمیان مازوریان (به لاتین: Turznica, Warmian-Masurian Voivodeship) یک منطقهٔ مسکونی در لهستان است که در Gmina Ostróda واقع شده‌است.